# إنير روثورن
إنير روثورن (بالإنجليزية: Inner Rothorn)‏ هو أحد جبال سلسلة جبال الألب بينيني وجزء من القمة الأم يقع في كانتون فاليز، سويسرا. يبلغ ارتفاع الجبل حوالي 3455 متر، بينما يبلغ ارتفاع نتوء الجبل 40 متر.